# حلمي بكر
حلمي بكر (1356- 1445 هـ/ 1937- 2024 م) ملحن مصري، لحَّن لكبار المطربين العرب، مثل: ليلى مراد، ووردة الجزائرية، ونجاة الصغيرة، ومحمد الحلو، وعلي الحجار، ومدحت صالح. بلغت ألحانه قرابة 1500 لحن، وقدَّم نحو 48 مسرحية غنائية أشهرها: «سيدتي الجميلة» و«حواديت» و«موسيقى في الحي الشرقي»، كما لحَّن الفوازير منها فوازير المناسبات. واكتشف العديد من المواهب الصوتية المصرية، وحققت كثيرٌ من الأغاني التي لحنها نجاحًا كبيرًا، من أشهرها أغنية الحلم العربي.

## نشأته ومسيرته
ولد حلمي عيد محمد بكر في حي حدائق القبة بمدينة القاهرة، يوم الاثنين 4 شوال 1356هـ الموافق 6 ديسمبر 1937م، لأب عاشق للفن ويجيد العزف على آلة الناي، لذلك طرده جدُّه الأكبر عمدة إحدى القرى من القرية فرحل إلى القاهرة ومارس بعض الأعمال الحرَّة.
بدأ حلمي بكر حياته المهنية عقب تخرُّجه في المعهد العالي للموسيقى العربية، مدرِّسًا للموسيقى العربية بإحدى المدارس الحكومية، إلا أنه استقال منها بسبب الرتابة في العمل، والتحق بالقوات المسلحة لقضاء الخدمة العسكرية المحدَّدة له. وفي أثناء خدمته بالجيش أحيَت الفنانة وردة الجزائرية حفلًا غنائيًّا للقوات المسلحة، وكان بكر معروفًا في كتيبته العسكرية بعشقه للموسيقى، وعندما استمعت وردة إلى بعض ألحانه أُعجبت بها كثيرًا وقدَّمته إلى الأستاذ محمد حسن الشجاعي مدير الإذاعة المصرية حينئذ. لحَّن حلمي بكر أغنية «كل عام وأنتم بخير» التي أعطاها له الشجاعي، وسُجلت الأغنية في الإذاعة بصوت المطرب عبد اللطيف التلباني، وحققت نجاحًا كبيرًا. ثم لحَّن أغنية «لا يا عيوني» للمطرب ماهر العطار، ومن ذاك الوقت لمعَ اسم حلمي بكر في عالم التلحين، ثم توالت أعماله الفنية.

## رصيده الفني
بلغ الرصيد الفني لحلمي بكر زُهاء 1500 لحن موسيقي قدَّمها لكبار المطربين والمطربات في العالم العربي، أمثال: ليلى مراد، ووردة الجزائرية، ونجاة الصغيرة، ومحمد الحلو، وعلي الحجار، ومدحت صالح. وقدَّم نحو 48 مسرحية غنائية أشهرها: «سيدتي الجميلة» و«حواديت» و«موسيقى في الحي الشرقي». وكان له فضل في اكتشاف العديد من المواهب الصوتية المصرية، ولحَّن الكثير من الأغاني الناجحة.

## حياته الشخصية
تزوَّج حلمي بكر تسع مرات أو أكثر، ومن أُولى زوجاته الفنانة سهير رمزي، وعلية التونسية، ثم راندا ابنة خالة الفنانة السورية أصالة، وشاهيناز شقيقة الفنانة شويكار، ثم نارمن، وتوفي ولديه زوجة واحدة هي سماح القرشي.

## وفاته
توفي حلمي بكر في أحد مستشفيات محافظة الشرقية (دلتا مصر)، مساء يوم الجمعة 20 شعبان 1445هـ الموافق 1 مارس (آذار) 2024م، بعد تعرُّضه لأزمة صحية مفاجئة، عن عمر ناهز السادسة والثمانين. وصُلِّي عليه عصر يوم الأحد 22 شعبان 1445هـ الموافق 3 مارس 2024م، في مسجد السلام بمدينة نصر، ودُفن في مدافن الأسرة في منطقة الوفاء والأمل (شرق القاهرة).
أحدثت ظروفُ وفاة حلمي بكر حالةَ جدل في الأوساط الفنية والشعبية المصرية، خاصة بعدما أعلن مرتضى منصور، محامي هشام حلمي بكر، أن الأخير توجَّه إلى النيابة العامة لطلب التحقيق في وفاة والده. وفي 10 مارس 2024 أصدر شقيقا حلمي بكر، بيانًا طالبا فيه بتشريح جثمان شقيقهما لمعرفة سبب وفاته. ثم قدَّم منصور بلاغًا إلى النائب العام المصري على سماح عبد الرحمن القرشي، أرملة حلمي بكر، وشخص آخرَ يُدعى علي السعدي، بعد أن اتهمهما نجلُ الموسيقار باحتجاز أبيه وتعذيبه والتسبُّب بوفاته.

## وصلات خارجية
- حلمي بكر واكتشاف المواهب: قصص نجوم صنعهم الموسيقار الكبير . تقرير موثوق من صحيفة الصوت . اعداد : عبد الله محمد السيد
- حلمى بكر صاحب ال 1500 لحن والزوجات التسعة والنهاية الموجعة . بواسطة جريدة اسرار المشاهير